# 마그누 아우베스
마그누 아우베스 지 아라우주(포르투갈어: Magno Alves de Araújo, 1976년 1월 13일, 바이아) 또는 마그누 아우베스는 브라질의 전 축구 선수이다. 현역 시절 포지션은 공격수였다.
1998년에서 2003년까지, 그는 플루미넨시에서 공격수로 뛰며 265경기에서 111골을 넣었다. 이후, K-리그의 전북 현대 모터스로 이적해 44경기에서 27골을 넣으며 득점 2위에 올랐고, 한 시즌만에 오이타 트리니타로 건너갔다. 2006년에, 그는 J리그 챔피언인 감바 오사카로 이적했고, 에이스로 활약하였다. 이후 알이티하드로 이적했고, 2008년엔 움 살랄 SC로 이적하였다.
또, 그는 브라질 국가대표로서 2001년 FIFA 컨페더레이션스컵에 출전했는데, 총 세 경기를 뛰었다.